# Leslie H. Gelb
Leslie Howard Gelb (* 4. März 1937 in New Rochelle, New York; † 31. August 2019 in Manhattan, New York) war ein US-amerikanischer Regierungsbeamter und Hochschullehrer, der unter anderem zwischen 1977 und 1979 Director of the Bureau of Political-Military Affairs im US-Außenministerium sowie von 1993 bis 2003 Präsident des Council on Foreign Relations war.

## Leben
Leslie Howard Gelb, der aus einer jüdischen Familie stammte, begann nach dem Besuch der New Rochelle High School 1955 ein grundständiges Studium an der Tufts University, das er mit einem Bachelor of Arts (B.A.) abschloss. Ein darauf folgendes postgraduales Studium an der Harvard University beendete er mit einem Master of Arts (M.A.) und erwarb dort auch einen Ph.D. (Doctor of Philosophy). Nachdem er zwischen 1965 und 1966 als Assistenz-Professor an der Wesleyan University lehrte, arbeitete er von 1966 bis 1967 als Verwaltungsassistent im Stab von Jacob K. Javits, der zwischen 1957 und 1971 republikanischer US-Senator für New York war. Im Anschluss fungierte er zwischen 1967 und 1969 als Direktor für politische Planung und Rüstungskontrolle für internationale Sicherheitsangelegenheiten im US-Verteidigungsministerium.
Im Anschluss arbeitete Gelb von 1969 bis 1973 als Forschungswissenschaftler (Senior Fellow) an der in Washington, D.C. ansässigen Denkfabrik Brookings Institution und lehrte zugleich als Gastprofessor an der Georgetown University. 1971 zeigte eine Forschergruppe um Gelb im Rahmen der Pentagon-Papiere zum Vietnamkrieg, dass die Entscheidung, Frankreich in der Augustrevolution 1945 in Französisch-Indochina gewähren zu lassen, intern noch zu Lebzeiten Franklin D. Roosevelts gefallen war und eine Politik der Loslösung Indochinas aus dem französischen Kolonialreich nie existiert hatte. Er war ferner Treuhänder der Tufts University und löste am 23. Februar 1977 George S. Vest als Leiter des Referats für Politisch-Militärische Angelegenheiten (Director of the Bureau of Politico-Military Affairs) im US-Außenministerium ab und bekleidete diese Funktion bis zum 30. Juni 1979, woraufhin Reginald Bartholomew seine Nachfolge antrat. Nach seinem Ausscheiden aus dem Regierungsdienst war er von 1980 bis 1981 zunächst Senior Associate bei der von Andrew Carnegie gegründeten Stiftung für Internationalen Frieden (Carnegie Endowment for International Peace) sowie im Anschluss zwischen 1981 und 1993 Korrespondent der Tageszeitung The New York Times für nationale Sicherheit.
1993 wurde Leslie Gelb Präsident der Denkfabrik Council on Foreign Relations und bekleidete diese Funktion bis zu seiner Ablösung durch Richard Nathan Haass im Juli 2003. Er engagierte sich ferner in Aufsichtsgremien und Vorständen von Organisationen wie Ploughshares Fund, United Against Nuclear Iran (UANI), VoteVets.org, Watson Institute for International and Public Affairs, International Crisis Group (ICG), Nixon Center for Peace and Freedom sowie Pacific Council on International Policy. Des Weiteren war Gelb seit 1992 Fellow der American Academy of Arts and Sciences.
Aus seiner am 2. August 1959 geschlossenen Ehe mit Judith Cohen gingen drei Kinder hervor.

## Veröffentlichungen
Gelb verfasste zudem verschiedene Sachbücher zu Themen der internationalen Politik wie zur Kubakrise und zum Vietnamkrieg. Zu seinen Veröffentlichungen gehören:
- Anglo-American Relations, 1945–1949: Toward a Theory of Alliances (1964)
- The Irony of Vietnam: The System Worked (1979)
- Our Own Worst Enemy: The Unmaking of American Foreign Policy (1984)
- Claiming the Heavens: The New York Times Complete Guide to the Star Wars Debate (1988)
- Power Rules: How Common Sense Can Rescue American Foreign Policy (2009)
- The Myth That Screwed Up 50 Years of U.S. Foreign Policy (Foreign Policy, 2012)